# 맥 컬리
맥 컬리(허니허너, 1998년 5월 24일 ~ )는 대한민국의 래퍼다. 2018년 정규 앨범 [MUSEUM]으로 데뷔했다.

## 방송
- 고등래퍼 1 (2017) - Top7(6위)
- 쇼미더머니 8 (2019) - Top54

## 음반
- 고등래퍼 FINAL (2017)
- MUSEUM (2018)
- How Can I Become Famous (2019)
- AND U (2020)